# Charles W. Woodman

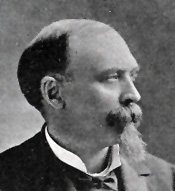
Charles W. Woodman (1896)

Charles Walhart Woodman (* 11. März 1844 in Aalborg, Dänemark; † 18. März 1898 in Elgin, Illinois) war ein dänisch-amerikanischer Politiker. Zwischen 1895 und 1897 vertrat er den Bundesstaat Illinois im US-Repräsentantenhaus.

## Werdegang
Charles Woodman besuchte die öffentlichen Schulen seiner dänischen Heimat. Zwischen 1860 und 1863 fuhr er zur See. Dann kam er nach Philadelphia in Pennsylvania, wo er bei der US Navy anheuerte. Dabei nahm er an der Endphase des Bürgerkrieges teil. Nach einem anschließenden Jurastudium an der Chicago University und seiner 1871 erfolgten Zulassung als Rechtsanwalt begann er in diesem Beruf zu arbeiten. Im Jahr 1877 wurde er zum Staatsanwalt ernannt; 1881 wurde er Friedensrichter im Cook County.
Politisch wurde Woodman Mitglied der Republikanischen Partei. Bei den Kongresswahlen des Jahres 1894 wurde er im vierten Wahlbezirk von Illinois in das US-Repräsentantenhaus in Washington, D.C. gewählt, wo er am 4. März 1895 die Nachfolge des Demokraten Julius Goldzier antrat. Da er im Jahr 1896 nicht bestätigt wurde, konnte er bis zum 3. März 1897 nur eine Legislaturperiode im Kongress absolvieren.
Nach dem Ende seiner Zeit im US-Repräsentantenhaus praktizierte Charles Woodman wieder als Aanwalt. Er starb am 18. März 1898 in Elgin und wurde in Chicago beigesetzt.